# Веселин Тосев
Веселин Ангелов Тосев е бивш футболист, нападател.

## Биография
Роден е на 1 октомври 1974 г. в Пловдив. Играл е за Марица, Славия, Септември, Ботев (Враца), Сокол (Марково), Топлика, Спартак (Пловдив), Асеновец и в Тюркиемспор (Берлин, Германия), където е заедно с Емил Кръстанов. След това двамата отиват в друг аматьорски клуб от Оберлигата (Хелас Берлин). В А група е вкарал 8 гола (7 за Марица и 1 за Славия). В Б група е отбелязал 24 гола за Марица. Има 4 мача и 1 гол за Славия в турнира за купата на УЕФА. Полуфиналист за купата на страната през 1997 г. с Марица.

## Статистика по сезони
- Марица – 1993/94 - Б РФГ, 11 мача/2 гола
- Марица – 1994/95 - Б РФГ, 26/11
- Марица – 1995/96 - Б РФГ, 27/11
- Славия – 1996/ес. - А РФГ, 9/1
- Марица – 1997/пр. - А РФГ, 14/7
- Септември – 1997/98 - Б РФГ, 17/3
- Ботев (Враца) – 1998/ес. - Б РФГ, 6/0
- Сокол – 1999/пр. - А ОФГ, 15/11
- Топлика – 1999/ес. - В РФГ, 12/7
- Спартак (Пд) – 2000/пр. - В РФГ, 14/8
- Асеновец – 2000/ес.- В РФГ, 15/11
- Тюркиемспор – 2001/пр. - Оберлига Север-Североизток, 7/1